# Кемал Киличдароглу
Кемал Киличдароглу или (тур. Kemal Kılıçdaroğlu; Балиџа, 17. децембар 1948), популарно познат и само по иницијалима КК, турски је  економиста, функционер и социјалдемократски политичар. Од 2010. године је председник Републичке народне странке (ЏХП) и главни лидер опозиције у Турској. Од 2002. до 2015. године био је посланик у Турском парламенту за Истанбул и његову другу градску изборну јединицу. У јуну 2015. године поново је изабран за посланика у Турском парламенту за Измир, за другу градску изборну јединицу, а на тој дужности је остао до 2023. године.

## Биографија
Киличдароглу, који је дипломирао на Факултету економских и трговинских наука у Анкари 1971. године, обављао је дужност генералног директора Социјалног осигурања (ССК) од 1992. до 1996. и од 1997. до 1999. године, пре него што је ушао у активну политику. Учланио се у ЏХП 2002. године и први пут је изабран у Турски парламент на изборима исте године, као посланик друге истанбулске изборне јединице. На изборима 2007. године поново је изабран као посланик ЏХП-а, а тада је преузео и функцију заменика председника ЏХП-ове посланичке групе. На локалним изборима 2009. године, био је кандидат за градоначелника Истанбула, али је изгубио против кандидата Странке правде и развоја Кадира Топбаша, освојивши само 37% гласова.
Након што је 2010. Дениз Бајкал поднео оставку на место председника партије због умешаности у скандал, Киличдароглу је изабран за председника ЏХП-а на 33. редовној скупштини партије. На изборима 2011. године, ЏХП је повећао свој удео гласова за 5,11%. Након што је кандидат ЏХП-а и Националног покрета МХП-а Екмеледин Ихсаноглу изгубио председничке изборе 2014. године, повећале су се критике упућене Киличдароглуу у странци. Киличдароглу је поновно изабран за председника странке на скупштинама одржаним 2014, 2016. и 2018. године те је увео ЏХП у велику коалицију Националне алијансе. ЏХП је задржао статус главне опозиционе странке на председничким и парламентарним изборима 2018. године. На локалним изборима 2019. године, странка је победила против владајуће АК партије у главном граду Анкари са кандидатом Мансуром Јавашом, након 17 година владавине АК партије. Победу су однели и у највећем граду Турске, Истанбулу, с кандидатом Екремом Имамоглуом. Киличдароглу је након тога постао председнички кандидат Националне алијансе за изборе 2023. године.